# Tirrena-Adriàtica 2009
La Tirreno-Adriatico 2009 és la 44a edició de la Tirrena-Adriàtica, una cursa ciclista italiana que es disputà entre l'11 i el 17 de març de 2009. La cursa començà a Cecina i finalitzà a San Benedetto del Tronto, després de recórrer 1095 km en 7 etapes.
La victòria final se l'emportà l'italià Michele Scarponi, per davant del seu compatriota Stefano Garzelli i l'alemany Andreas Klöden.
En aquesta edició destaca el bon paper fet pel català Joaquim Rodríguez, que guanyà la quarta etapa, cosa que li serví per encapçalar la classificació general durant una etapa. L'endemà, durant la disputa de la cinquena etapa, una contrarellotge individual no va poder mantenir aquesta posició i cedí el lideratge a l'alemany Andreas Klöden.

## Etapes

### Etapa 1 -11 de marçde2009:Cecina-Capannori, 147 km
|   | Ciclista            | Equip                           | Temps      |
| - | ------------------- | ------------------------------- | ---------- |
| 1 | Julien El Fares     | Cofidis                         | 3h 34' 03" |
| 2 | Vladimir Duma       | Ceramica Flaminia-Bossini Docce | m. t.      |
| 3 | Daniele Bennati     | Liquigas                        | + 12"      |
| 4 | Alessandro Petacchi | L.P.R. Brakes-Farnese Vini      | m. t.      |
| 5 | Tom Boonen          | Quick Step                      | m. t.      |

|   | Ciclista            | Equip                           | Temps      |
| - | ------------------- | ------------------------------- | ---------- |
| 1 | Julien El Fares     | Cofidis                         | 3h 33' 50" |
| 2 | Vladimir Duma       | Ceramica Flaminia-Bossini Docce | + 5"       |
| 3 | Daniele Bennati     | Liquigas                        | + 21"      |
| 4 | Alessandro Petacchi | L.P.R. Brakes-Farnese Vini      | + 25"      |
| 5 | Tom Boonen          | Quick Step                      | s.t.       |

### Etapa 2 -12 de marçde2009:Volterra-Marina di Carrara, 177 km
|   | Ciclista            | Equip                        | Temps      |
| - | ------------------- | ---------------------------- | ---------- |
| 1 | Alessandro Petacchi | L.P.R. Brakes-Farnese Vini   | 4h 32' 42" |
| 2 | Daniele Bennati     | Liquigas                     | m. t.      |
| 3 | Koldo Fernández     | Euskaltel-Euskadi            | m. t.      |
| 4 | Dominique Rollin    | Cervélo TestTeam             | m. t.      |
| 5 | Luca Paolini        | Acqua & Sapone-Caffè Mokambo | m. t.      |

|   | Ciclista            | Equip                           | Temps     |
| - | ------------------- | ------------------------------- | --------- |
| 1 | Julien El Fares     | Cofidis                         | 8h 6' 32" |
| 2 | Alessandro Petacchi | L.P.R. Brakes-Farnese Vini      | + 15"     |
| 3 | Daniele Bennati     | Liquigas                        | m. t.     |
| 4 | Enrico Rossi        | Ceramica Flaminia-Bossini Docce | + 24"     |
| 5 | Leonardo Duque      | Cofidis                         | + 25"     |

### Etapa 3 -13 de marçde2009:Fucecchio-Santa Croce sull'Arno, 166 km
|   | Ciclista       | Equip                           | Temps      |
| - | -------------- | ------------------------------- | ---------- |
| 1 | Tyler Farrar   | Garmin-Slipstream               | 3h 53' 48" |
| 2 | Mark Cavendish | Team Columbia-High Road         | m. t.      |
| 3 | Enrico Rossi   | Ceramica Flaminia-Bossini Docce | m. t.      |
| 4 | Tom Boonen     | Quick Step                      | m. t.      |
| 5 | Robbie McEwen  | Team Katusha                    | m. t.      |

|   | Ciclista            | Equip                           | Temps       |
| - | ------------------- | ------------------------------- | ----------- |
| 1 | Julien El Fares     | Cofidis                         | 12h 00' 20" |
| 2 | Alessandro Petacchi | L.P.R. Brakes-Farnese Vini      | + 15"       |
| 3 | Daniele Bennati     | Liquigas                        | m. t.       |
| 4 | Enrico Rossi        | Ceramica Flaminia-Bossini Docce | + 24"       |
| 5 | Leonardo Duque      | Cofidis                         | + 25"       |

### Etapa 4 -14 de marçde2009:Foligno-Montelupone, 171 km
|   | Ciclista          | Equip                        | Temps      |
| - | ----------------- | ---------------------------- | ---------- |
| 1 | Joaquim Rodríguez | Caisse d'Epargne             | 4h 08' 35" |
| 2 | Davide Rebellin   | Diquigiovanni-Androni        | + 6"       |
| 3 | Thomas Lövkvist   | Team Columbia-High Road      | + 10"      |
| 4 | Danilo Di Luca    | L.P.R. Brakes-Farnese Vini   | + 14"      |
| 5 | Stefano Garzelli  | Acqua & Sapone-Caffè Mokambo | + 21"      |

|   | Ciclista          | Equip                      | Temps      |
| - | ----------------- | -------------------------- | ---------- |
| 1 | Joaquim Rodríguez | Caisse d'Epargne           | 16h 9' 10" |
| 2 | Julien El Fares   | Cofidis                    | + 6"       |
| 3 | Davide Rebellin   | Diquigiovanni-Androni      | + 10"      |
| 4 | Thomas Lövkvist   | Team Columbia-High Road    | + 16"      |
| 5 | Danilo Di Luca    | L.P.R. Brakes-Farnese Vini | + 24"      |

### Etapa 5 -15 de marçde2009:Loreto Aprutino-Macerata, (CRI) 30 km
|   | Ciclista         | Equip                   | Temps   |
| - | ---------------- | ----------------------- | ------- |
| 1 | Andreas Klöden   | Team Astana             | 41' 32" |
| 2 | Stijn Devolder   | Quick Step              | + 20"   |
| 3 | Thomas Lövkvist  | Team Columbia-High Road | + 21"   |
| 4 | Michele Scarponi | Diquigiovanni-Androni   | m. t.   |
| 5 | Mikhaïl Ignàtiev | Team Katusha            | + 32"   |

|   | Ciclista         | Equip                        | Temps       |
| - | ---------------- | ---------------------------- | ----------- |
| 1 | Andreas Klöden   | Team Astana                  | 16h 51' 13" |
| 2 | Thomas Lövkvist  | Team Columbia-High Road      | + 6"        |
| 3 | Michele Scarponi | Diquigiovanni-Androni        | + 21"       |
| 4 | Stefano Garzelli | Acqua & Sapone-Caffè Mokambo | + 41"       |
| 5 | Davide Rebellin  | Diquigiovanni-Androni        | + 1' 02"    |

### Etapa 6 -16 de marçde2009:Civitanova Marche-Camerino, 182,5 km
|   | Ciclista          | Equip                        | Temps      |
| - | ----------------- | ---------------------------- | ---------- |
| 1 | Michele Scarponi  | Diquigiovanni-Androni        | 6h 36' 12" |
| 2 | Stefano Garzelli  | Acqua & Sapone-Caffè Mokambo | + 1"       |
| 3 | Ivan Basso        | Liquigas                     | + 3"       |
| 4 | Danilo Di Luca    | L.P.R. Brakes-Farnese Vini   | + 1' 09"   |
| 5 | Joaquim Rodríguez | Caisse d'Epargne             | + 1' 11"   |

|   | Ciclista         | Equip                        | Temps       |
| - | ---------------- | ---------------------------- | ----------- |
| 1 | Michele Scarponi | Diquigiovanni-Androni        | 23h 27' 36" |
| 2 | Stefano Garzelli | Acqua & Sapone-Caffè Mokambo | + 25"       |
| 3 | Andreas Klöden   | Team Astana                  | + 1' 07"    |
| 4 | Thomas Lövkvist  | Team Columbia-High Road      | + 1' 10"    |
| 5 | Ivan Basso       | Liquigas                     | + 1' 13"    |

### Etapa 7 -17 de marçde2009:San Benedetto del Tronto-San Benedetto del Tronto, 169 km
|   | Ciclista          | Equip                   | Temps     |
| - | ----------------- | ----------------------- | --------- |
| 1 | Mark Cavendish    | Team Columbia-High Road | 4h 9' 46" |
| 2 | Tyler Farrar      | Garmin-Slipstream       | m. t.     |
| 3 | Baden Cooke       | Vacansoleil             | m. t.     |
| 4 | Daniele Bennati   | Liquigas                | m. t.     |
| 5 | Iauhèn Hutaròvitx | Française des Jeux      | m. t.     |

|   | Ciclista         | Equip                        | Temps       |
| - | ---------------- | ---------------------------- | ----------- |
| 1 | Michele Scarponi | Diquigiovanni-Androni        | 27h 37' 22" |
| 2 | Stefano Garzelli | Acqua & Sapone-Caffè Mokambo | + 25"       |
| 3 | Andreas Klöden   | Team Astana                  | + 1' 07"    |
| 4 | Thomas Lövkvist  | Team Columbia-High Road      | + 1' 10"    |
| 5 | Ivan Basso       | Liquigas                     | + 1' 13"    |

## Classificacions finals

### Classificació general
|    | Ciclista            | Equip                        | Temps       |
| -- | ------------------- | ---------------------------- | ----------- |
| 1  | Michele Scarponi    | Diquigiovanni-Androni        | 27h 37' 22" |
| 2  | Stefano Garzelli    | Acqua & Sapone-Caffè Mokambo | + 25"       |
| 3  | Andreas Klöden      | Team Astana                  | + 1' 07"    |
| 4  | Thomas Lövkvist     | Columbia-High Road           | + 1' 10"    |
| 5  | Ivan Basso          | Liquigas                     | + 1' 13"    |
| 6  | Davide Rebellin     | Diquigiovanni-Androni        | + 2' 06"    |
| 7  | Linus Gerdemann     | Team Milram                  | + 2' 32"    |
| 8  | Ryder Hesjedal      | Garmin-Slipstream            | + 2' 33"    |
| 9  | Kanstantsín Siutsou | Columbia-High Road           | + 2' 41"    |
| 10 | Vincenzo Nibali     | Liquigas                     | + 2' 54"    |

### Classificació de la muntanya
|   | Ciclista        | Equip                 | Punts |
| - | --------------- | --------------------- | ----- |
| 1 | Egoi Martínez   | Euskaltel-Euskadi     | 10    |
| 2 | Davide Rebellin | Diquigiovanni-Androni | 6     |
| 3 | Ermanno Capelli | Fuji-Servetto         | 6     |

### Classificació dels punts
|   | Ciclista        | Equip              | Punts |
| - | --------------- | ------------------ | ----- |
| 1 | Julien El Fares | Cofidis            | 27    |
| 2 | Daniele Bennati | Liquigas           | 25    |
| 3 | Mark Cavendish  | Columbia-High Road | 22    |

### Classificació dels joves
|   | Ciclista        | Equip              | Temps       |
| - | --------------- | ------------------ | ----------- |
| 1 | Thomas Lövkvist | Columbia-High Road | 27h 38' 32" |
| 2 | Vincenzo Nibali | Liquigas           | + 1' 44"    |
| 3 | Robert Gesink   | Rabobank           | + 1' 55"    |

### Evolució de les classificacions
| Etapa (Vencedor)                | Classificació general | Classificació per punts | Classificació de la muntanya | Classificació dels joves |
| ------------------------------- | --------------------- | ----------------------- | ---------------------------- | ------------------------ |
| 0Etapa 1 (Julien El Fares)      | Julien El Fares       | Julien El Fares         | Julien El Fares              | Julien El Fares          |
| 0Etapa 2 (Alessandro Petacchi)  | Julien El Fares       | Alessandro Petacchi     | Julien El Fares              | Julien El Fares          |
| 0Etapa 3 (Tyler Farrar)         | Julien El Fares       | Alessandro Petacchi     | Ermanno Capelli              | Julien El Fares          |
| 0Etapa 4 (Joaquim Rodríguez)    | Joaquim Rodríguez     | Julien El Fares         | Ermanno Capelli              | Julien El Fares          |
| 0Etapa 5 (CRI) (Andreas Klöden) | Andreas Klöden        | Julien El Fares         | Ermanno Capelli              | Thomas Lövkvist          |
| 0Etapa 6 (Michele Scarponi)     | Michele Scarponi      | Julien El Fares         | Egoi Martínez                | Thomas Lövkvist          |
| 0Etapa 7 (Mark Cavendish)       | Michele Scarponi      | Julien El Fares         | Egoi Martínez                | Thomas Lövkvist          |
| 0Final                          | Michele Scarponi      | Julien El Fares         | Egoi Martínez                | Thomas Lövkvist          |